# 那須町立黒田原小学校
那須町立黒田原小学校（なすちょうりつ くろだはらしょうがっこう）は、栃木県那須郡那須町寺子乙にある公立の小学校。

## 沿革
出典
- 2014年（平成26年）4月 - （旧）黒田原小学校と田中小学校を統合し（新）黒田原小学校開校

### 旧黒田原小学校
- 1892年（明治25年）12月 - 黒田原尋常小学校として開校
- 1905年（明治38年）4月 - 高等科併設し黒田原尋常高等小学校と改称
- 1941年（昭和16年）4月 - 国民学校施行令により那須村立黒田原国民学校と改称
- 1947年（昭和22年）4月 - 学校教育法施行により那須村立黒田原小学校と改称
- 1954年（昭和29年）11月3日 - 芦野町、伊王野村、那須村の町村合併により那須町立黒田原小学校と改称
- 1969年（昭和44年）4月 - 那須町立富岡小学校の廃校により学区編入
- 1974年（昭和49年）4月 - 那須町立成沢小学校の廃校により学区編入
- 2011年（平成23年）3月11日 - 東日本大震災で校舎被災。4月より、1 - 3年は朝日小、4 - 6年は黒田原中へ通う分散教室実施。
- 2012年（平成24年）1月 - 校舎改築し使用開始
- 2014年（平成26年）3月 - 閉校式実施

### 旧田中小学校
- 1875年（明治8年）8月 - 鍋掛日新館田中分館として開校
- 1878年（明治11年）2月 - 田中小学校と改称
- 1892年（明治25年）4月 - 田中尋常小学校と改称
- 1941年（昭和16年）4月 - 那須村立田中国民学校と改称
- 1947年（昭和22年）4月 - 那須村立田中小学校と改称
- 1954年（昭和29年）11月3日 - 町村合併により那須町立田中小学校と改称
- 2014年（平成26年）3月 - 閉校式実施

## じゃがいも部
黒田原地域への愛着を育む目的で黒田原まちづくり推進協議会が2023年7月2日開催で「那須じゃがいも祭」企画し、黒田原小学校の6年生12人でじゃがいも部を結成し販売メニューとして「揚いも」を考案した。6月27日に協議会が育てたじゃがいもを同校6年生約50人が約3000個を収穫し、揚いもの材料にする他、各家庭に持ち帰り楽しんだ。

## 進学先中学校
進学先は那須町立那須中央中学校となる。

## 交通
- JR東北本線 黒田原駅から約450m、徒歩約6分

## 周辺
- 那須町役場
- 那須町立図書館